# كيلي مكينون
كيلي مكينون (بالإنجليزية: Kiley McKinnon)‏ هي متزحلقة حرة أمريكية، ولدت في 1 سبتمبر 1995 في نيو هيفن في الولايات المتحدة.

## وصلات خارجية
- كيلي مكينون على موقع الاتحاد الدولي للتزلج (التزلج الحر) (الإنجليزية)
- كيلي مكينون على موقع أوليمبيديا (الإنجليزية)
- كيلي مكينون على موقع اللجنة الأولمبية والبارالمبية الأمريكية (الإنجليزية)